# مانیوالا
مانیوالا (به انگلیسی: ManuElla) (زاده ۳۱ ژانویه ۱۹۸۹) خواننده اسلوونیایی است.
او در مسابقه آواز یوروویژن ۲۰۱۶ نماینده اسلوونی بود .